# Le Mariage des moussons
Pour plus de détails, voir Fiche technique et Distribution.
Le Mariage des moussons (Monsoon Wedding) est un film indien, réalisé par Mira Nair, sorti en 2001.
L'histoire du film est centrée sur une famille indienne, les Verma, qui se préparent à célébrer les noces de leur fille Aditi selon la tradition,,. Venus des quatre coins du monde, des centaines de convives sont invités. Les préparatifs vont bon train, mais des incidents et des révélations vont venir épicer la noce,.
Le film a rencontré un succès international. Il a remporté de nombreuses récompenses, dont le Lion d'or à la Mostra de Venise 2001. Mira Nair est la deuxième cinéaste d'Inde à être récipiendaire de la récompense suprême à la Mostra de Venise, après Satyajit Ray pour L'Invaincu. Le long métrage fut aussi nommé pour le Golden Globe du meilleur film en langue étrangère. En France, il a réuni près de 152 947 spectateurs en salles.

## Synopsis
Dans la famille Verma qui réside à Delhi, on prépare, avec tout le stress que cela implique, le mariage de la fille Aditi (Vasundhara Das) avec un homme, Hemant Rai (Parvin Dabas), qui lui est inconnu. La famille au complet est invitée : elle vient aussi bien d'Australie que de Houston. Or Aditi a entretenu une relation avec un animateur de télévision connu en Inde, appelé Vikram. Le soir des fiançailles, elle décide d'aller le retrouver mais elle manque de se faire arrêter pour atteinte aux bonnes mœurs. Elle décide de confier l'affaire à son fiancé qui, après un instant de colère, s'efforce d'oublier avec elle.
En même temps, on assiste à d'autres intrigues emmêlées, notamment avec PK Dubey (Vijay Raaz), organisateur de la noce, qui s'éprend d'Alice (Tillotama Shome), la servante des Verma. Cette dernière semble s'être convertie au catholicisme pour sortir de sa caste (probablement intouchable).
Le film traite aussi d'un sujet tabou en Inde qui est l'inceste : en effet, une nièce, Ria, révèle les agissements éhontés d'un membre de la famille. Ce dernier sera finalement exclu de la noce.

## Fiche technique
Sauf indication contraire, les informations mentionnées dans cette section peuvent être confirmées par la base de données cinématographiques IMDb,  présente dans la section « Liens externes ».
- Titre : Le Mariage des moussons
- Titre international : Monsoon Wedding
- Réalisation : Mira Nair
- Scénario : Sabrina Dhawan
- Musique : Mychael Danna
- Direction artistique : Sunil Chhabra
- Décors : Stephanie Carroll
- Costumes : Arjun Bhasin
- Photographie : Declan Quinn
- Montage : Allyson C. Johnson
- Production : Caroline Baron, Mira Nair
- Sociétés de production : IFC Productions, Mirabai Films, Pandora Filmproduktion, Paradis Films, Baron Pictures, Delhi Dot Com, Mirabai Films Delhi
- Sociétés de distribution : Key Films, Océan Films
- Budget de production : 7 000 000 ₹
- Pays de production :  Inde,  Allemagne,  États-Unis,  France,  Italie
- Langues originales : hindi, anglais
- Format : couleurs - 1,85:1 - DTS / Dolby Digital / SDDS - 35 mm
- Genre : comédie dramatique, romance
- Durée : 114 minutes
- Dates de sorties en salles :
  - France : 12 décembre 2001
  - Inde : 15 juin 2001
  - Italie : 14 décembre 2001
  - Allemagne : 18 avril 2002
  - États-Unis : 26 avril 2002

## Distribution
- Naseeruddin Shah : Lalit Verma
- Lillete Dubey : Pimmi Verma
- Shefali Shetty : Ria Verma
- Vijay Raaz : Parabatlal Kanhaiyalal 'P.K.' Dubey
- Tillotama Shome : Alice
- Vasundhara Das : Aditi Verma
- Parvin Dabas : Hemant Rai
- Kulbhushan Kharbanda : C.L. Chadha
- Kamini Khanna : Shashi Chadha
- Rajat Kapoor : Tej Puri
- Neha Dubey : Ayesha Verma
- Kemaya Kidwai : Aliya Verma
- Ishaan Nair : Varun Verma
- Randeep Hooda : Rahul Chadha
- Roshan Seth : Mohan Rai

## Autour du film

### Anecdotes
- Le Mariage des moussons a été réalisé en 80 jours dont 30 jours de tournage, avec de nombreux acteurs inconnus[8].
- Il ne s'agit pas un film de Bollywood à proprement parler, même s'il en a certains traits comme la musique, la danse, les couleurs.
- Mira Nair est la deuxième réalisatrice indienne à être primée pour le Mostra de Venise[8].
- Le Mariage des moussons a été nommé pour le Golden Globe du meilleur film en langue étrangère.
- Le Mariage des moussons fut présenté au Marché du film du Festival de Cannes.
- Il a inspiré une comédie musicale, fondée à Broadway en avril 2014[9].

### Accueil critique
En regard du box-office, Le Mariage des moussons a reçu des critiques positives. Il obtient une popularité de 95 % sur Rotten Tomatoes, regroupant 119 critiques collectées qui le dépeint comme « un mélange perspicace et énergique des styles d'Hollywood et de Bollywood, Le Mariage des moussons est un film coloré, une célébration exubérante sur l'Inde moderne, la famille, l'amour et la vie. ». Sur Metacritic, il obtient une note favorable de 77/100, sur la base de 36 critiques collectées, ce qui lui permet d'obtenir le label « Avis généralement favorables » et est évalué à 3,4/5 pour 16 critiques de presse sur Allociné.

« La rencontre entre la fête, la chaleur et l'humidité de la mousson attise l'imbrication des chairs et apporte au film une sensualité permanente. C'est paradoxalement dans le Mariage des moussons, où l'amour et la sexualité sont plus évoqués qu'explicitement montré, que la cinéaste trouve sa plénitude. »

— Michaël Melinard, L'Humanité, 12 décembre 2001.

« Quelques plans fugaces de New Delhi sous le torrent de la mousson, la nuit, dans le grouillement des quartiers populaires sauvent de justesse le film de l'arnaque autocomplaisante absolue. »

— Didier Péron, Libération, 12 décembre 2001.

« Louée soit (...) Mira Nair - jadis révélée par le naturaliste Salaam Bombay ! - de nous offrir une authentique comédie dramatique, compatible avec le goût occidental mais avec de vrais morceaux de Bollywood dedans (...). »

— Aurélien Ferenczi, Télérama, 7 août 2010.

### Distinctions
| Année | Distinction                                | Catégorie                                                        | Nom                       | Résultat   |
| ----- | ------------------------------------------ | ---------------------------------------------------------------- | ------------------------- | ---------- |
| 2001  | Festival international du film de Canberra | Meilleure audience                                               | Mira Nair                 | Lauréat    |
| 2001  | Mostra de Venise,                          | Lion d'or                                                        | Mira Nair                 | Lauréat    |
| 2001  | Mostra de Venise,                          | Prix Laterna Magica                                              | Mira Nair                 | Lauréat    |
| 2001  | Prix du cinéma européen                    | Meilleur film non-européen                                       | Mira Nair                 | Nomination |
| 2002  | BAFTA Awards                               | Meilleur film en langue étrangère                                | Caroline Baron, Mira Nair | Nomination |
| 2002  | British Independent Film Awards            | Meilleur film en langue étrangère                                | Le Mariage des moussons   | Lauréat    |
| 2002  | Golden Globes                              | Meilleur film en langue étrangère                                | Le Mariage des moussons   | Nomination |
| 2002  | Zee Cine Awards                            | Prix spécial pour une contribution remarquable au cinéma mondial | Mira Nair                 | Lauréat    |
| 2002  | Zee Cine Awards                            | Meilleur acteur                                                  | Vijay Raaz                | Nomination |
| 2003  | Chlotrudis Awards                          | Meilleure distribution                                           | Le Mariage des moussons   | Nomination |
| 2003  | Chlotrudis Awards                          | Meilleur réalisateur                                             | Mira Nair                 | Nomination |
| 2003  | Critics' Choice Movie Awards               | Meilleur film en langue étrangère                                | Le Mariage des moussons   | Nomination |
| 2003  | Online Film Critics Society Award          | Meilleur film en langue étrangère                                | Le Mariage des moussons   | Nomination |
| 2003  | Satellite Awards                           | Meilleur film en langue étrangère                                | Le Mariage des moussons   | Nomination |
| 2006  | Film Independent's Spirit Awards           | Meilleur scénario                                                | Caroline Baron            | Lauréat    |